# Joaquim de Melo Freire
Joaquim de Melo Freire é um político brasileiro do estado de Minas Gerais.
Foi vereador na Câmara Municipal de Passos, durante a Quarta Legislatura (1959 a 1963).

Melo Freire foi também deputado estadual em Minas Gerais por três legislaturas consecutivas, da 5ª à 7ª legislatura (1963 - 1975).

Joaquim de Melo Freire também foi presidente do PMDB e deputado federal por Minas Gerais.